# Pantelis Kafes
Pantelis Kafes (griechisch Παντελής Καφές, * 24. Juni 1978 in Veria) ist ein ehemaliger griechischer Fußballspieler, der 2013 seine Karriere beendete. Er wurde mit der Nationalmannschaft 2004 Fußball-Europameister.

## Karriere
In der Jugend spielte Kafes bei AEP Veria, bis er 1997 zum nahe gelegenen Verein PAOK wechselte. Dort stand er bis 2003 unter Vertrag. Von der Saison 2003/04 bis 2006 wurde er in der griechischen Alpha Ethniki von Olympiakos Piräus eingesetzt. Zum 30. Januar 2007 wechselte er zum Ligakonkurrenten AEK Athen. Wie auch in Piräus, trug er dort die für einen Feldspieler ungewöhnliche Rückennummer 1. Kafes wurde mit Olympiakos Piräus zweimal griechischer Meister (2005, 2006) sowie zweimal Vizemeister mit Piräus (2004) und AEK Athen (2007).
Sein erstes Spiel in der griechischen Nationalmannschaft machte Kafes am 25. April 2001 gegen Kroatien. Er gehörte unter Nationaltrainer Otto Rehhagel bei der EM 2004 zum Kader des Turniersiegers, kam jedoch in Portugal ebenso wenig zum Einsatz wie ein Jahr später beim Konföderationen-Pokal 2005. Insgesamt kam er bis Februar 2008 auf 31 Einsätze im Nationaldress. Überraschend kam er nach zweieinhalb Jahren zu einem Comeback unter dem neuen Nationaltrainer Fernando Santos, der ihn am 10. August 2010 im Freundschaftsspiel gegen Serbien einsetzte. In seinen 36 Länderspielen erzielte Kafes drei Tore.